# Брюс, Джон Коллингвуд
Джон Коллингвуд Брюс (англ. John Collingwood Bruce; 1805 — 5 апреля 1892) — британский священник-нонконформист, педагог, историк-краевед, археолог, научный писатель.
Образование получил в академии Перси-Стрит в Ньюкасле, где директором был его отец, и в школе Милл-Хилл в Миддлсексе. В 1821 году поступил в Университет Глазго, окончил его в 1826 году со степенью магистра; в 1853 году получил степень доктора прав. Завершив обучение, некоторое время был пресвитерианским пастором, но вскоре оставил служение. В 1833 году женился. С 1831 года помогал отцу в управлении школой, после смерти последнего в 1834 году стал её директором. Оставил преподавание в 1863 году.
Главным научным интересом Брюса была история Римской Британии и северо-востока Англии. Состоял членом Антикварного общества Ньюкасл-апон-Тайна. Ещё в период работы педагогом написал «Handbook of English history» и переделал написанное первоначально его отцом сочинение «Introduction to geography and astronomy», выдержавшее целый ряд изданий. Из его археологических трудов наиболее известны: монография «The Roman wall» (о Вале Адриана, 1861; 3-е издание — 1866), «The Bayeux tapestry elucidated» (1856), «Lapidarium Septentrionale» (1876). Последнее сочинение, содержащее в себе описание всех находящихся на севере Англии римских памятников, было написано по поручению герцога Нортумберлендского и украшено красивыми рисунками. Наиболее же известным его трудом является собрание нортумбрийских песен менестрелей «Northumbrian Minstrelsy», изданный в 1882 году.